# Charley Ane
Charles Teetai Ane Jr. (Honolulu, 25 gennaio 1931 – Honolulu, 9 maggio 2007) è stato un giocatore di football americano statunitense che ha militato nel ruolo di offensive lineman nella National Football League (NFL).

## Carriera
Ane fu scelto dai Detroit Lions nel corso del quarto giro (49º assoluto) del Draft NFL 1953. Nella sua stagione da rookie fu la riserva del centro Vince Banonis. L'anno seguente fu nominato tackle destro titolare. Dopo il terzo anno passò il resto della carriera a ruotare tra il ruolo di centro e quello di tackle destro.
Ane fu convocato per il Pro Bowl nel 1956 e nel 1958, contribuendo alla vittoria di tre titoli di division e di due campionati NFL, venendo nominato capitano della squadra nel 1958 e nel 1959. Nel corso di sette anni di carriera saltò una sola partita.
Ane fu scelto dai Dallas Cowboys nell'Expansion Draft NFL 1960 ma optò per il ritiro.

## Palmarès

### Franchigia
- Campionati NFL : 2

Detroit Lions: 1953, 1957

### Individuale
- Convocazioni al Pro Bowl: 2

1956, 1958

## Famiglia
Il figlio, Charles "Kale" Teetai Ane III, giocò per i Kansas City Chiefs e i Green Bay Packers dal 1975 al 1981.